# Chikkajogihalli, Shikarpur
Chikkajogihalli là một làng thuộc tehsil Shikarpur, huyện Shimoga, bang Karnataka, Ấn Độ.